# Metaludios (Piano)
Metaludios es una colección de piezas para piano compuestas por el compositor y pianista español Gustavo Díaz-Jerez.

## Antecedentes
La composición de los Metaludios comenzó en 2013 por encargo de la pianista española Marta Zabaleta.  A día de hoy hay publicados treinta metaludios, agrupados en cuadernos de seis piezas cada uno, para un total de cinco cuadernos.  La palabra Metaludio se deriva del prefijo meta-, "más allá" y el sufijo -ludio, del latín ludēre, "jugar", "ejercitarse".

## Estilo
Los Metaludios están enmarcados dentro de la música clásica contemporánea. Como otras obras del compositor, emplean modelos científicos como generadores de material musical.  Estos incluyen imágenes  fractales,  autómatas celulares, L-Systems, secuencias numéricas, inteligencia artificial, etc.  Otras fuentes de inspiración incluyen la literatura y la mitología.  Algunos Metaludios están escritos en homenaje a otros compositores y artistas (Antonio Soler, Brahms, Antonio José, Gesualdo, Martín Chirino, etc.).  Muchos emplean técnicas extendidas y electrónica pregrabada. La psicoacústica y la búsqueda de nuevas sonoridades que amplíen el horizonte expresivo del piano son una constante en los Metaludios.

## Grabaciones
Cinco cuadernos han sido grabados en 2 CDs por el compositor para la discográfica española IBS Classical.  El primer CD, que contiene los cuadernos I-III, fue publicado en 2018. El segundo CD, con los cuadernos IV y V, en 2021.

## Acogida
Los Metaludios han recibido excelentes críticas en medios españoles e internacionales.

 El compositor y crítico musical Tomás Marco escribió sobre los Metaludios: 

Un ejemplo de lo que un gran compositor puede hacer con un gran pianista y que en este caso son la misma persona. Para los que se asustan cuando se integran música y ciencia, este es un buen ejemplo de imaginación, atractivo y también de belleza. Tal vez de nuevo cuño, pero esplendorosa.
Tomás Marco

Miguel Ángel Pérez Martín, en su crítica para la revista Docenotas titulada ¿El piano del futuro? afirma:

Muy recomendable y con muchas escuchas posible, una diferente cada vez.  Un gran descubrimiento musical...
Miguel Ángel Pérez Martín

El crítico musical británico David McDade compara los Metaludios con los  estudios de Ligeti, afirmando que podrían ser sus sucesores:

An obvious point of comparison, it seems to me, are the Ligeti Etudes which, in recent years, have been getting the recognition they deserve as some of the most innovative piano works of the end of the 20th and beginning of the 21st centuries. Only time will tell if Díaz-Jerez’ games will prove to be their successors but right now I have to say that I believe they will.

(Un punto de comparación obvio, me parece, son los estudios de Ligeti que, en los últimos años, han ido obteniendo el reconocimiento que merecen como algunas de las obras para piano más innovadoras de finales del siglo XX y principios del XXI. Solo el tiempo dirá si los juegos de Díaz-Jerez serán sus sucesores, pero ahora mismo tengo que decir que creo que lo serán.)
David McDade

## Tabla de obras
|              | Título                                  | Duración aproximada | Técnicas extendidas | Electrónica |
| ------------ | --------------------------------------- | ------------------- | ------------------- | ----------- |
| Cuaderno I   | Izar iluna                              | 4'                  | No                  | No          |
| Cuaderno I   | Kenotaphion                             | 1'45                | No                  | No          |
| Cuaderno I   | Imaginary continuum                     | 2'30                | No                  | No          |
| Cuaderno I   | Homenaje a Antonio Soler                | 5'                  | No                  | No          |
| Cuaderno I   | Orahan                                  | 5'                  | No                  | No          |
| Cuaderno I   | Stheno                                  | 6'45                | Sí                  | No          |
| Cuaderno II  | Quantum foam                            | 3'                  | Sí                  | No          |
| Cuaderno II  | Succubus                                | 4'30                | Sí                  | No          |
| Cuaderno II  | Rule 110                                | 2'30                | No                  | No          |
| Cuaderno II  | Hommage à Horațiu Rădulescu             | 2'30                | No                  | No          |
| Cuaderno II  | Étude pour les unissons                 | 3'                  | Sí                  | No          |
| Cuaderno II  | Sisyphus                                | 5'                  | No                  | No          |
| Cuaderno III | Prélude non mesuré                      | 2'30                | Sí                  | Sí          |
| Cuaderno III | An error occurred                       | 1'30                | No                  | No          |
| Cuaderno III | Eine Hommage an J. Brahms               | 4'                  | No                  | No          |
| Cuaderno III | Microsuite                              | 5'                  | Sí                  | No          |
| Cuaderno III | Modular form                            | 2'                  | No                  | Sí          |
| Cuaderno III | Nonlinear recurrences                   | 4'30                | Sí                  | Sí          |
| Cuaderno IV  | Eigengrau                               | 4'                  | Sí                  | No          |
| Cuaderno IV  | L-System                                | 5'                  | No                  | No          |
| Cuaderno IV  | Mice music                              | 3'                  | Sí                  | No          |
| Cuaderno IV  | Stribog                                 | 4'30                | No                  | No          |
| Cuaderno IV  | Omaggio a Carlo Gesualdo                | 4'                  | Sí                  | No          |
| Cuaderno IV  | La espiral del viento                   | 10'                 | Sí                  | Sí          |
| Cuaderno V   | Melussyne                               | 11'                 | Sí                  | Sí          |
| Cuaderno V   | Boötes void                             | 6'                  | Sí                  | No          |
| Cuaderno V   | Cassini's dream                         | 5'45                | Sí                  | Sí          |
| Cuaderno V   | Pavana triste (Homenaje a Antonio José) | 4'                  | No                  | No          |
| Cuaderno V   | Hidden states                           | 4'                  | No                  | No          |
| Cuaderno V   | Belphegor's prime                       | 8'45                | Sí                  | No          |